# La Vierge avec l'Enfant endormi
La Vierge avec l'Enfant endormi – en italien Madonna con Bambino dormiente – est un tableau réalisé par le peintre italien Andrea Mantegna en 1455-1460. De format vertical, cette tempera sur toile est une Madone figurant devant un fond noir la Vierge Marie en buste alors qu'elle cajole l'Enfant Jésus pendant son sommeil. Offerte par Henri James Simon en 1904, l'œuvre est conservée à la Gemäldegalerie, à Berlin, en Allemagne.